# Замок Ростеллан

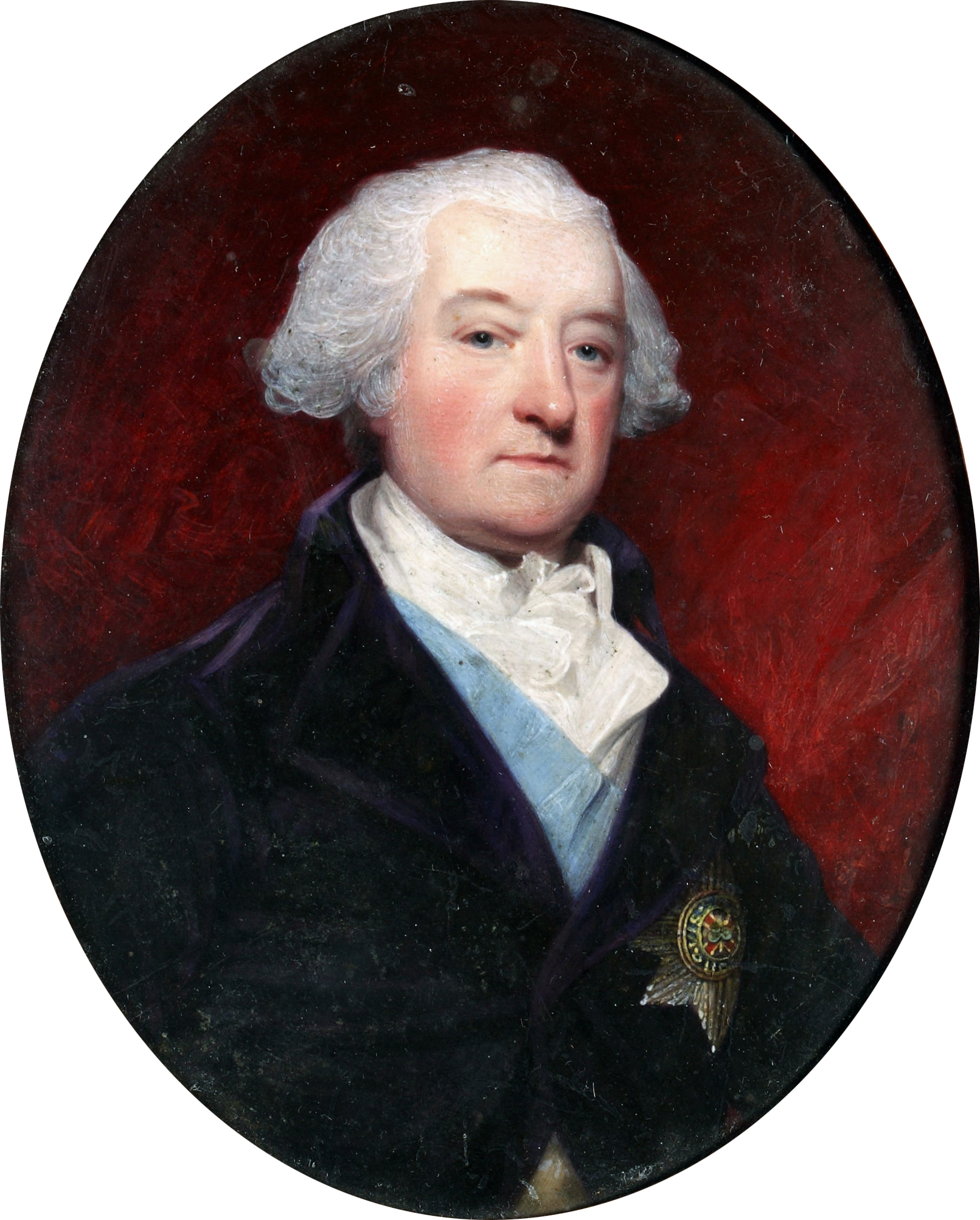
Мурроу О'Браєн (1726—1803) — І маркіз Томонд, володар замку Ростеллан.

Герб вождів клану О'Браєн.

Замок Ростеллан (англ. Rostellan Castle) — один із замків Ірландії, що був розташований в графстві Корк. Замок не зберігся.

## Історія замку Ростеллан
Замок Ростеллан був побудований Вільямом О'Браєном (1694—1777) — IV графом Інчіквін у 1721 році. Цей замок він побудував як заміну своїй старій резиденції — старому замку. Замок він збудував для своєї дружини леді Енн Дуглас-Гамільтон, що була ІІ графинею Оркні. Леді Енн була дочкою І графині Оркні — леді Елізабет Віллерс Гамільтон (1657—1783), що була офіційною коханкою короля Англії та Шотландії Вільгельма ІІІ. Король розірвав з неї стосунки на вимогу своєї дружини — королеви Марії ІІ. 25 листопада 1695 року вона вийшла заміж за свого двоюрідного брата — лорда Гамільтона, їхній шлюб був щасливим. Її перша донька — Енн Дуглас-Гамільтон — ІІ графиня Оркні одружилася з Вільямом О'Браєном 27 березня 1720 року.
Вільям захотів побудувати нову резиденцію біля старовинного кладовища, він наказав знести і вирівняти могили, а надгробки наказав викинути в море або використати в якості будівельного матеріалу. Там була могила сина однієї ірландської жінки, що прокляла родину володарів замку і сказала, що їхній рід вимре, не народиться у них жоден син, доки вони живуть в замку Ростеллан. Проте Вільям мав чотирьох синів і чотирьох дочок, проте його дружина померла в 1757 році і перед смертю вона втратила всіх чотирьох синів і три дочки. Єдиною дочкою, що вижила була Мері, що стала ІІІ графинею Оркні. Мері була глухою і німою. Її батько вимагав, щоб вона одружилась з Мурроу О'Браєном (1726—1808), що і відбулося, він став володарем замку Ростеллан, V графом та І маркізом Томонд у 1800 році.
Використовуючи мову жестів вони одружилися в 1753 році. Вона жила в замку Ростеллан, а він в Лондоні. У нього було багато коханок і він рідко відвідував ліжко жони своєї і рідко виконував подружній обов'язок. Але в 1755 році у них народилась дитина — дочка Мері О'Браєн.
Про Мурроу писали, що він був дуже дружелюбним, люб'язним до всіх, веселим, але надто балакучим — серед ірландців це часто трапляється. Писали, що він любив випити. Він мав багато впливових і багатих друзів, володів чисельними маєтками і землями в Ірландії та Англії. Але проблем з грошима не оминув. Замок Ростеллан він використовував для розваг. Одного разу він показав гостю замку меч Бріана Бору — свого славного предка і короля. Меч зберігався у спеціальній кімнаті замку.
Після смерті першої дружини Мері він одружився вдруге з Мері Палмер — племінницею видатного художника сера Джошуа Рейнольдса. Ходили чутки, що Мурроу був незаконнорожденним сином Абігайла Астона.
Мурроу загинув в 1803 році — йому тоді було 82 роки. Він їхав на коні площею Гросвенор, кінь послизнувся на зледенілій дорозі і Мурроу впав з коня прямо під колеса воза, що їхав слідом. Мері О'Браєн обружилась з Томасом ФіцМорісом — сином Джона Петті — І графа Шелбурн. Майно, землі, замок перейшли брату Мурроу — Едварду, сину Вільяма (1765—1846) — ІІ маркізу Томонд. Він захоплювався лісівництвом: у 1827 році посадив 55 140 дерев. У нього не було синів, маєток перейшов до брата — адмірала.
Лорд Джеймс (1769—1855) — ІІІ маркіз Томонд, адмірал королівського військово-морського флоту Великої Британії був одружений тричі, але так і не мав спадкоємців. Таким чином в 1855 році рід графів Інчіквін вимер. Майно було продано.
Наступним володарем замку Ростеллан став доктор Вайс — шотландець, що жив у замку зі своєю сестрою до своєї смерті в 1879 році. Він зробив капітал на індійських плантаціях. Після його смерті замок продали на аукціоні. Маєток перейшов до Джеймса Ф. Н. Вайса, що продав його серу Джону Поупу Хеннессі, що продав його К. ДЖ. Інглдоу. У 1930 році власником замку став М. Р. Ратнер. Замок арендувала фірма «Клойн Чайна Клей», що видобувала глину для порцеляни. У 1940 році замок був закинутий і в 1944 році замок був зруйнований армійським інженерним корпусом.
Замок у свій час був відомий своїм чудовим садом та колекціями картин.